# 裸体围裙
裸体围裙（日语：裸エプロン）是指女性身上除了围裙外，未穿著像上衣、胸罩、女用內褲等衣物，但有時會配合襪子一起穿。
裸体围裙严格来说并不是服装，而是以完全裸露女性背部为卖点的萌属性。由于女性在一丝不挂的状态下穿着围裙能遮盖三点（乳房及陰部）而令手臂、脊背、臀部、大腿完全裸露，而且卖弄此种萌属性时只需脱光衣服再系上围裙即可，御宅族因而视为一种简便易行而又充满如同比基尼泳衣般半遮半露的性欲诱惑的色情萌属性。有時也有男角色穿裸體圍裙的場合，但大多數情況下視同惡搞。
在ACG中，大多数穿裸体围裙的角色都在全裸状态下穿围裙，少数角色（如《学园默示录》毒岛冴子）会留下內裤遮羞。